# Априле, Джузеппе
Джузеппе Априле (итал. Giuseppe Aprile; 1732—1813) — итальянский певец, вокальный педагог, яркий представитель классического вокального стиля бельканто. 
Раннее бельканто, расцвет которого пришёлся на XVIII век, отличалось эмоциональностью исполнения, выразительной кантиленой, красотой звучания, мастерством филировки, изящными колоратурными украшениями. Составленное Априле руководство по вокалу «Итальянская школа пения. С приложением 36 примеров сольфеджио» вышло в свет в 1791 году. Книга содержит основные правила пения, упражнения, направленные на постановку голоса (гаммы, интервалы, арпеджио, трели) и примеры сольфеджио. Во второй части представлены вокализы для тенора или сопрано.
Как и многие певцы, Априле также посвятил себя композиторской деятельности. Он написал большое количество работ, в первую очередь дуэты и сольфеджио. Он был также учителем пения, среди его учеников были знаменитый композитор Доменико Чимароза и ирландский тенор Майкл Келли.